# Sagat (Street Fighter)
Pour les articles homonymes, voir Sagat.
Sagat (サガット, Sagatto), (thaï : สกัด),  est un personnage de fiction issu de la série de Capcom, Street Fighter. Il pratique la boxe thaïlandaise. C'est le garde du corps de Bison, avec Balrog. Il fit sa première apparition en tant que boss final dans le premier opus en 1987 sur borne d'arcade.
Pilier de la série, Sagat est un personnage ambigu. Hautain, impitoyable, cynique il n'est pas pour autant mauvais. Derrière cette façade un peu amère se cache en fait un homme de convictions et d'honneur. D'ailleurs, il finira par regretter d'avoir accepté de travailler pour Bison. Selon certains scénarios, il parvient à vaincre l'aigreur qui le ronge et retrouve pleinement la paix de l'âme.

## Apparitions

### Jeux vidéo
Sagat apparaît dans le premier Street Fighter sorti en 1987. Le joueur doit vaincre les huit combattants du jeu pour accéder aux deux derniers opposants, tout d'abord l'apprenti de Sagat, Adon, puis Sagat lui-même. À noter que le joueurs incarne automatiquement Ryu, ou Ken pour le deuxième joueur. Une fois vaincu, Sagat laisse un message de fin aux joueurs : You have outlasted the best. You are now the strongest street fighter in the world! (« Vous avez survécu au meilleur. Vous êtes maintenant le combattant de rue le plus fort au monde ! »).
Sagat revient ensuite dans Street Fighter II: The World Warrior sorti en 1991, où il apparaît en tant que l'un des quatre Grands Maîtres, il est le troisième boss contrôlé par l'ordinateur dans le mode solo avant M. Bison. Il apparaît dans le jeu avec de multiples cicatrices, y compris une grande diagonale sur la poitrine qu'il a reçu de Ryu lors du premier Street Fighter. Cette cicatrice rappelle à Sagat la rancune qu'il nourrit contre Ryu après la défaite du premier tournoi. Comme les autres boss, Sagat devient jouable dans les mises à jour ultérieures du jeu en commençant par Street Fighter II': Champion Edition.
Sagat apparaît dans la série préquelle Street Fighter Alpha. En plus d'étoffer sa rivalité avec Ryu, une rivalité avec son ancien apprenti Adon y est également présentée, ainsi qu'avec Dan Hibiki, un personnage dont le père, Gou Hibiki, a été tué par Sagat dans un combat des années auparavant. Il est également révélé que Sagat a perdu son œil droit en combattant le père de Dan. La série Alpha montre aussi qu'il fait partie de l'organisation criminelle Shadaloo de M. Bison, mais il la quitte dans Street Fighter Alpha 3 après avoir découvert que Bison avait voulu expérimenter son Psycho Power contre Ryu, lui permettant de réaliser la mesquinerie de sa vendetta contre Ryu. Sagat est un personnage à débloquer dans Street Fighter EX 3, où dans l'histoire son ressentiment pour Ryu s'estompe. Il revient dans Street Fighter IV où sa rivalité avec Ryu n'est plus présente. Dans Street Fighter V, Sagat n'est présent qu'à partir de la troisième saison, au cours de son histoire, il est brièvement tenté par le Satsui no Hadō (« l'Instinct meurtrier ») mais le surmonte, comprenant ainsi les difficultés de Ryu dans le processus.
Sagat apparaît dans les crossovers Capcom vs. SNK: Millennium Fight 2000, Capcom vs. SNK 2: Mark of the Millennium 2001 ainsi que dans l'adaptation de SNK, intitulé simplement SNK vs. Capcom: SVC Chaos. Il est présent aussi dans le crossover Street Fighter X Tekken, sorti en 2012.

## Popularité
Sagat s'est classé à la 22e place dans la liste des meilleurs personnages de 1991 du numéro de février 1992 du magazine Gamest au Japon. IGN a classé Sagat à la onzième position dans l'article « Top 25 Street Fighter Characters », le citant comme l'un des rares personnages du Street Fighter original et ajoutant « La tête rasée, la poitrine marquée, et surtout le cache-œil, tout est réuni pour faire un gars qui ne plaisante pas ». GameDaily l'a classé au huitième rang dans l'article « Top 20 Street Fighter Characters of All Time », citant son rôle de premier boss de la série et faisant l'éloge de son apparition.